# Liv
Liv je ženské křestní jméno vytvořené ze staroseverkého slova hlíf, což může znamenat úkryt, ochrana. V moderní norštině, švédštině a ďánštině znamená život, živá. Islandská podoba je Líf.

## Zdrobněliny
Livy, Livio, Livinka

## Známí nositelé
- Gerd-Liv Valla, velitel norské odborové konfederace
- Jacob Liv Borch Sverdrup, norský pedagog a sedlák
- Jakob Liv Rosted Sverdrup, norský biskup a politik
- Liv Aasenová, norská politička
- Liv Andersenová, norská politička
- Liv Arnesenová, norská běžkyně na lyžích
- Liv Boereeová, anglická hráčka pokeru, moderátorka a modelka
- Liv Dommersnesová, norská herečka a recitátorka básní
- Liv-Kjersti Eikelandová, norská biatlonistka
- Liv Gjølstadová, norská soudkyně
- Liv Heløeová, norská herečka a scenáristka
- Liv Hornekær, dánská fyzička
- Liv Jensenová, norská závodní sáňkařka
- Liv Køltzowová, norská autorka románů, dramatička a esejistka
- Liv Kristine, bývalá zpěvačka kapely Theatre of Tragedy a nynější zpěvačka kapely Leaves' Eyes
- Liv Løbergová, norská zdravotní sestra a politička
- Liv Mildridová, norská modelka a herečka
- Liv Nylstedová, norská spisovatelka
- Liv Paulsenová, norská sprinterka na krátké tratě
- Liv Sandvenová, norská politička
- Liv Grete Skjelbreid Poirée, norská biatlonistka
- Liv Strædetová, bývalá norská fotbalistka
- Liv Monica Stubholtová, politička
- Liv Stubberudová, norská politička
- Liv Thorsenová, norská herečka
- Liv Tomterová, norská politička
- Liv Tyler, americká herečka a modelka
- Liv Ullmann, norská herečka a filmová režisérka
- Tove Liv Veierødová, norská politička